# ガーディナー (メイン州)
ガーディナー（英: Gardiner）は、アメリカ合衆国メイン州のケネベック郡の都市。人口は5,961人（2020年）。ケネベック川の東岸に位置する。その文化と古い建築物で知られており、観光地として人気がある。州都オーガスタ都市圏に属している。

## 歴史
ガーディナーはケネベック川の航行可能な上限にあり、1754年にボストンの著名な医師シルベスター・ガーディナー博士によって、ガーディナーズタウン・プランテーションとして設立された。ガーディナー博士は薬商として資産を作り、薬局をマサチューセッツで1店、コネチカットで2店所有し、旧プリマス特許の中にあるケネベック買収地の主要な所有者となった。その所有地は10万エーカー (400 km²) を超えていたこともあり、その開発の飽くなき推進者だった。
ガーディナー博士はここに入植を促すために、製粉所建設者、製材所大工、家屋大工、車輪修理工を連れてきた。家屋、工場、教会、砦が建設された。ケネベック川にコベシーコンティ・ストリームが合流する点にあり、1マイル (1,600 m) に130フィート (40 m) の落差があり、水力を生かした工場には最適の場所だと認識した。ガーディナーズタウンは1760年にピッツトンの町から分離し、地域経済の中心になった。
しかし、ガーディナー博士の荒野を拓く努力はアメリカ独立戦争と共に終わることになった。王室に忠実だったガーディナーはイギリス軍が1776年にボストンを明け渡した時に逃亡した。しかしその開拓地はガーディナーが居なくても存続しており、1803年にはガーディナーの町として法人化された。19世紀初期から南北戦争まで、造船業と貿易業が主要産業だった。1849年に市になり、この頃は川面にあった大きな10の桟橋が出荷に使われた。材木が大量にガーディナーを通って行った。革なめし場や靴工場が繁栄した。
ガーディナー市は氷を輸出することで世界に知られるようになった。毎冬、男たちがケネベック川から大きな氷ブロックを切り出し、夏でも凍っているように倉庫の中でおが屑で覆った。アメリカ国内や世界に向けて年中船積みされて送り出された。ガーディナーは、喫水の深い船が到達できる最上流点で採取された、澄明なケネベック氷で知られた。
1851年、ガーディナー市に鉄道が通った。1858年、アメリカでは最初期の蒸気駆動自動車がガーディナーで作られた。1860年代からは、製紙業が発展し、1880年代から1920年代は氷製造業も繁栄した。しかし、1960年代までに多くの工場が衰退し、閉鎖された。元の工場町は現在、州都のオーガスタやバス市のバス鉄工所で働く人々のベッドタウンとなっている。住民の中にはポートランド地域まで通勤する人もいる。市内の多くの古い建築物を美しく改修してきた。1980年、中心街の歴史地区全体がアメリカ合衆国国家歴史登録財に指定された。

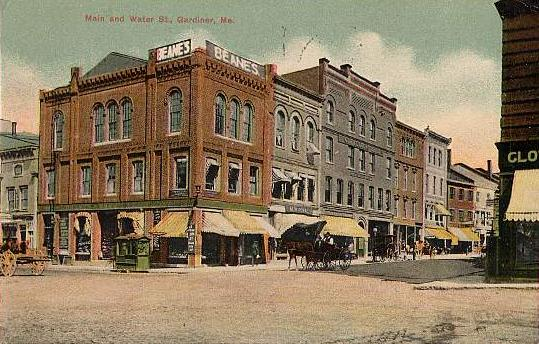
中心街、1905年頃
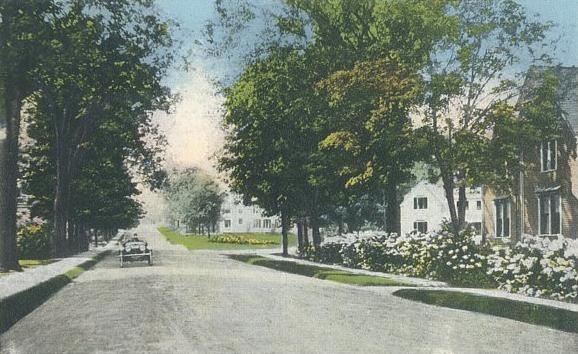
ブランズウィック・アベニュー、1916年
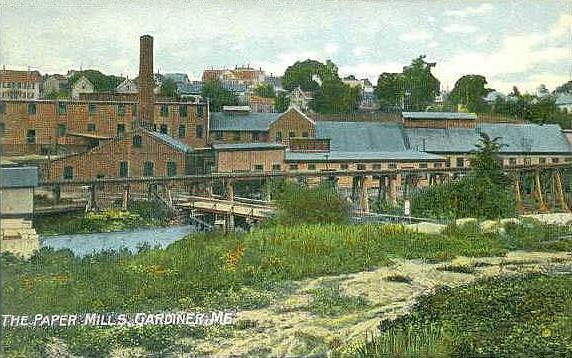
製紙工場、1909年

## 地理
ガーディナー市は北緯44度12分21秒 西経69度47分31秒 / 北緯44.205963度 西経69.791998度に位置している。
アメリカ合衆国国勢調査局に拠れば、市域全面積は16.57平方マイル (42.92 km2)であり、このうち陸地15.65平方マイル (40.53 km2)、水域は0.92平方マイル (2.38 km2)で水域率は5.55%である。市内をコベシーコンティ・ストリームとケネベック川が流れている。

### 気候
ガーディナーの気候は季節によって温度差が大きいのが特徴であり、夏は暖かいか暑くて湿度が高いことが多く、冬は寒くて時には厳しい寒さになる。ケッペンの気候区分に拠れば、湿潤大陸性気候、略号ではDfbにある。

## 人口動態

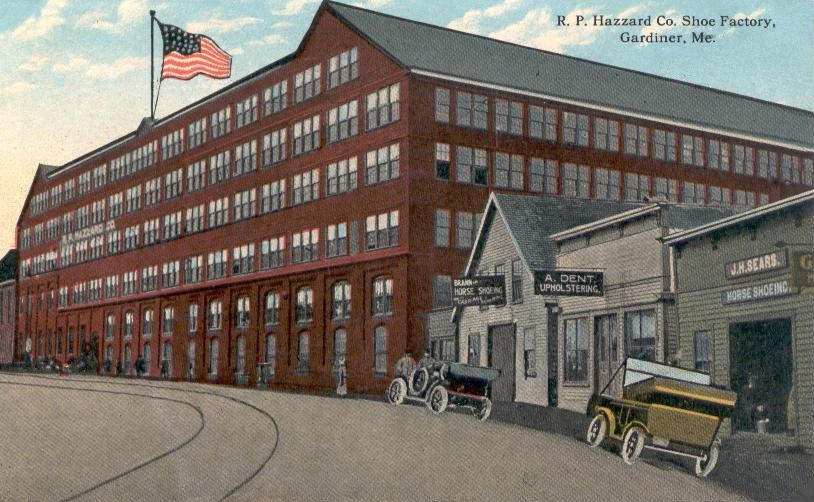
R・P・ハザード Co. 靴工場、1915年

### 2010年国勢調査
以下は2010年国勢調査による人口統計データである。
| 基礎データ - 人口: 5,800 人 - 世帯数: 2,487 世帯 - 家族数: 1,550 家族 - 人口密度: 143.1人/km2（370.6 人/mi2） - 住居数: 2,778 軒 - 住居密度: 68.5/軒/km2（177.5 軒/mi2） 人種別人口構成 - 白人: 95.4% - アフリカン・アメリカン: 0.3% - ネイティブ・アメリカン: 0.7% - アジア人: 0.7% - その他の人種: 0.4% - 混血: 2.5% - ヒスパニック・ラテン系: 1.0% | 年齢別人口構成 - 18歳未満: 21.7% - 18-24歳: 7.4% - 25-44歳: 26.3% - 45-64歳: 30.1% - 65歳以上: 14.4% - 年齢の中央値: 41歳 - 性比（女性100人あたり男性の人口） - 総人口: 95.3 世帯と家族（対世帯数） - 18歳未満の子供がいる: 28.9% - 結婚・同居している夫婦: 44.8% - 未婚・離婚・死別女性が世帯主: 11.8% - 非家族世帯: 37.7% - 単身世帯: 29.6% - 65歳以上の老人1人暮らし: 9.7% - 平均構成人数 - 世帯: 2.30人 - 家族: 2.82人 |

### 2000年国勢調査
以下は2000年国勢調査による人口統計データである。
| 基礎データ - 人口: 6,198 人 - 世帯数: 2,510 世帯 - 家族数: 1,603 家族 - 人口密度: 152.7人/km2（395.6 人/mi2） - 住居数: 2,702 軒 - 住居密度: 66.6/軒/km2（172.5 軒/mi2） 人種別人口構成 - 白人: 96.91% - アフリカン・アメリカン: 0.39% - ネイティブ・アメリカン: 0.66% - アジア人: 0.35% - 太平洋諸島系: 0.05% - その他の人種: 0.24% - 混血: 1.40% - ヒスパニック・ラテン系: 0.81% | 年齢別人口構成 - 18歳未満: 24.8% - 18-24歳: 7.7% - 25-44歳: 29.7% - 45-64歳: 24.2% - 65歳以上: 13.6% - 年齢の中央値: 38歳 - 性比（女性100人あたり男性の人口） - 総人口: 93.0 - 18歳以上: 87.7 世帯と家族（対世帯数） - 18歳未満の子供がいる: 32.5% - 結婚・同居している夫婦: 49.1% - 未婚・離婚・死別女性が世帯主: 10.6% - 非家族世帯: 36.1% - 単身世帯: 29.4% - 65歳以上の老人1人暮らし: 10.9% - 平均構成人数 - 世帯: 2.41人 - 家族: 2.97人 | 収入と家計 - 収入の中央値 - 世帯: 35,103米ドル - 家族: 42,750米ドル - 性別 - 男性: 33,069米ドル - 女性: 25,399米ドル - 人口1人あたり収入: 18,033米ドル - 貧困線以下 - 対人口: 13.5% - 対家族数: 11.4% - 18歳未満: 17.2% - 65歳以上: 14.9% |

## 教育

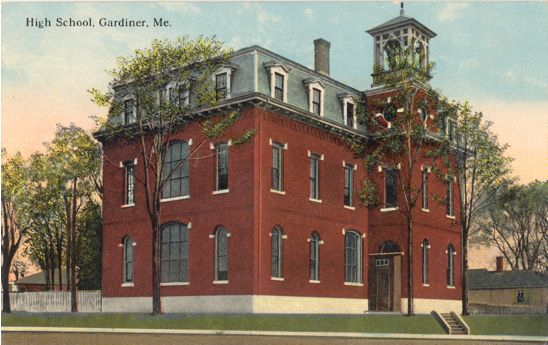
旧高校（1870年-1969年）、フランシス・H・ファセット設計

ガーディナーはメイン州教育管理地区第11号に属している。この地区にはガーディナーの他にピッツトン、ランドルフ、ウェストガーディナーの各町が含まれている。この地区は小学校5校、中学校1校、高校1校を運営している。ガーディナー市域には次の学校がある。
- ガーディナー地域高校、9年生から12年生、生徒数732人
- ガーディナー地域中学校、6年生から8年生、生徒数501人
- ローラ・E・リチャーズ学校、幼稚園前から2年生、児童数262人
- リバービュー・コミュニティ学校、3年生から5年生、児童数190人

## 政府

### 市政府
ガーディナー市は市長・市政委員会・市マネジャー方式を採用しており、全ての行政権限は市政委員会とよぶ立法政体にある。有権者は1人の市町、7人の市政委員を選挙で選ぶ。市政委員の4人は4つの選挙区からそれぞれ1人が選ばれ、残り3人は市全体を選挙区に選ばれる。市政委員会が市マネジャーを指名し、日常の運営を任せている。

### 政治の傾向
2012年アメリカ合衆国大統領選挙では、民主党バラク・オバマが1,699票を獲得し、対する共和党ミット・ロムニーは1,158票だった。政党の支持率は民主党、共和党、無党派でほぼ3分している。

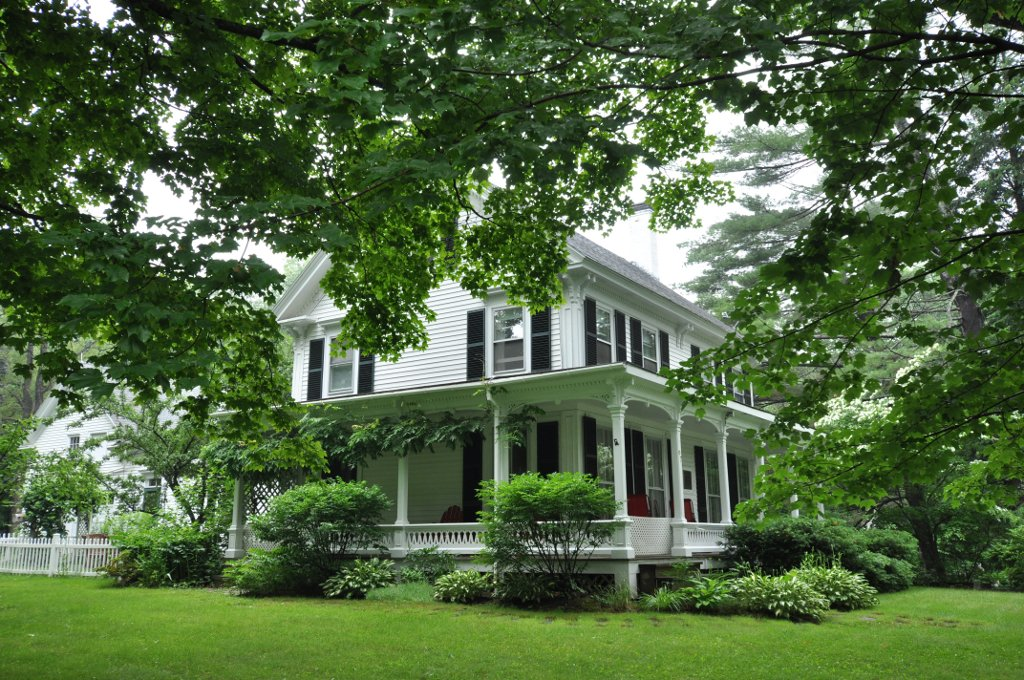
エドウィン・アーリントン・ロビンソン邸

登録有権者数
| 無党派         | 1,528 | 34.57% |
| 民主党         | 1,487 | 33.65% |
| 共和党         | 1,164 | 26.34% |
| グリーン独立党 | 240   | 5.43%  |
| 合計           | 4,419 | 100%   |

## 見どころ
- クライスト聖公会教会
- エドウィン・アーリントン・ロビンソン邸
- ガーディナー歴史遺産博物館[13]
- ガーディナー歴史地区
- ガーディナー公共図書館
- ガーディナー鉄道駅
- ジョンソン・ホール芸能センター[14]
- ケネベック川
- ローラ・リチャーズ邸
- デポ・パブ

## 著名な出身者

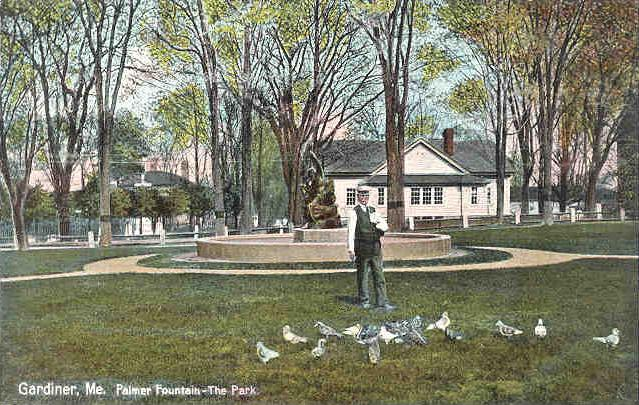
公園とパーマー噴水、1909年。戦争のために溶解された。銅像は後に再生された

- ヘンリー・ディアボーン、医師、アメリカ独立戦争と米英戦争で活躍した軍人、アメリカ合衆国陸軍長官
- ジュリア・ウォード・ハウ（1819年-1910年）、奴隷制度廃止運動家、社会活動家、詩人、『リパブリック讃歌』の作詞家